# Cyrtoptyx pistaciae
Cyrtoptyx pistaciae is een vliesvleugelig insect uit de familie Pteromalidae. De wetenschappelijke naam is voor het eerst geldig gepubliceerd in 1935 door Nikol'skaya.